# Hookeriopsis heterophylla
Hookeriopsis heterophylla är en bladmossart som beskrevs av Aloysio Sehnem 1978. Hookeriopsis heterophylla ingår i släktet Hookeriopsis och familjen Hookeriaceae. Inga underarter finns listade i Catalogue of Life.